# 工藤静香 YES IT'S YOU
工藤静香 YES IT'S YOU（くどうしずか イエス・イッツ・ユー）は、ニッポン放送の制作により放送されていたラジオ番組。ニッポン放送での放送期間は1988年10月16日から1992年4月5日まで。

## 概要
工藤静香にとって、1988年3月に『TOKYOベストヒット』（うしろ髪ひかれ隊として出演）を降板して以来、6か月ぶりのラジオレギュラーであり、かつ工藤自身初となるメインでの単独レギュラー番組（冠番組）である。
最初の6か月間はニッポン放送のみでの放送だったが、1989年4月からNRN系列各局でのネットを開始。なお、当番組はニッポン放送では1時間放送だったが、各ネット局では30分の短縮版が放送されていた（同じくニッポン放送では1時間放送だった『青春ファンタジア 菊池桃子 あなたと星の上で』と同様のネット体制）。
1989年10月の時点で、リスナーの男女比はおよそ男性6：女性4、はがきを良く送ってくれる年齢層は10代後半中心だが、20代半ばの常連もいたというデータがある。はがきや電話での意見が採用されたリスナーには「声の貯金箱」が贈られており、1989年7月ごろからは「福を招くステッカー」がノベルティグッズに追加された。
1992年4月に『中山美穂 P.S. I LOVE YOU』から日立製作所一社提供枠を引き継いで『工藤静香 素敵にFeel So Good』と改題してリニューアル。この番組タイトルで1994年4月3日まで放送されていた。

## 主なコーナー
ギャグ道場・子供だましの勝手な解釈
- リスナーからはまずお題（質問）を募集し、更に発表されたお題に対する解答を募集していた。ウケ勝負のコーナー[6]。

言葉にできない・渡せずじまいのプレゼント
- リスナーの、失恋してプレゼントを渡せなかったというエピソードを紹介.手紙と共にそのプレゼントも一緒に番組の方に送ってもらうことになっており、そのプレゼント贈呈を番組の方で代行していた[6][8]。

工藤静香生活総合研究所
- 「普通の主婦以上に生活の知恵を持っている」という工藤自身に因んで、1989年5月頃にスタート。リスナーから寄せられた、自分だけが知っているという生活の知恵を実際に試して「使える」「使えない」を判定していた[9]。1989年8月いっぱいで終了。終了記念として、本コーナー集大成の冊子が製作されて希望するリスナーに配布された[10]。

リスナー独自な主張
- 複数のリスナーが電話出演し、お互いの意見を主張し合うコーナー。リスナーによっては、家族も一緒に電話出演していた[9]。

YES IT'S YOU 青少年意識調査
- 1989年10月スタート。毎週テーマを決めて、モニターになってくれるリスナーを募集、リスナーの生の声でそのテーマについて意見や感想を聞き、それに対し工藤が意見を述べていく、リスナー主導のコーナー[11]。

静香に過ぎた物語
- 1989年10月スタート。採用されると工藤とリスナーとの共演が実現するというラジオドラマのコーナー。リスナーは工藤と自分の両方の台詞を入れた台本と、自分の台詞を入れたカセットテープを送付することになっていた[11]。ドラマの内容は不問。台本の最後にリクエスト曲を入れることが条件となっていた[12]。

YES IT'S YOUステークス・静香賞
- 前週に「シズカライアン」「キクチキャップ」（ディレクター）など出演者、スタッフ名などの付いた出走馬6頭を発表、リスナーにはその1着と2着を予想してもらう。次の週に競馬ゲーム機にて馬を出走させ、競馬アナウンサーによる実況中継で送っていた[1]。

男の言い分・女の言い分
- 毎週決められたテーマについて、女性リスナー、男性リスナーから別々に意見を募集して激論を交わしていた[13]。

昔の恥はかきすて
不思議な体験
私は知りたい！
- 毎週「これの詳しいことが知りたい」として決めたテーマについて追求していた[15]。

静かなニュース
- 1991年5月スタート。世の中で知ったり見つけた変な、とんでもないような事件、出来事などをニュース番組形式で紹介、それに工藤がコメントを入れていた[16]。

今夜は聴きたい
- リスナーの持つエピソードなどに基づいたリクエストに沿って、音楽の特集などを組んでいた[17]。

ともかくハガキを読みましょう
- 番組の後半、20分近くをかけてリスナーからの普通のお便りを読んでいたコーナー（1989年 - 1990年頃）[12]。
他

## ゲスト
- 和田アキ子 （1989年6月25日）
- ピューマ渡久地 （1990年8月19日）
- ラッキィ池田 （1990年8月26日）
- 横山典弘 （1990年10月21日　テーマが「競馬」の『私は知りたい！コーナー』スペシャルに出演）[15]
- 田原俊彦 （1990年12月23日）
- 大江千里 （1991年2月24日）
他

## 放送されていた局
- ニッポン放送（制作局）
  - 毎週日曜日 24:00 - 25:00 （1988年10月16日 - 1990年6月24日）
  - 毎週日曜日 24:30 - 25:30 （1990年7月1日 - 1992年4月5日）

| 局名       | 1989年4月 -       | 1989年10月 -      | 1990年4月 -       | 1990年10月 -      | 1991年4月 -       | 1991年10月 -      |
| ---------- | ----------------- | ----------------- | ----------------- | ----------------- | ----------------- | ----------------- |
| STVラジオ  | 日曜22:00 - 22:30 | 日曜22:30 - 23:00 | →                 | →                 | →                 | 日曜22:00 - 22:30 |
| 青森放送   | 日曜23:30 - 24:00 | →                 | 日曜24:30 - 25:00 | 日曜22:00 - 22:30 | 土曜24:00 - 24:30 | →                 |
| 岩手放送   |                   |                   |                   | 土曜23:30 - 24:00 |                   |                   |
| 東北放送   | 日曜24:05 - 24:35 |                   |                   |                   |                   |                   |
| ラジオ福島 |                   |                   | 月曜22:00 - 22:30 | →                 |                   | 土曜21:30 - 22:00 |
| 新潟放送   | 日曜23:00 - 23:30 | 火曜21:00 - 21:30 | 日曜23:00 - 23:30 | →                 | →                 | →                 |
| 信越放送   |                   | 土曜20:30 - 21:00 |                   | 土曜20:30 - 21:00 | 金曜22:15 - 22:45 | →                 |
| 山梨放送   |                   |                   | 月曜22:30 - 23:00 | →                 | →                 | →                 |
| 福井放送   |                   |                   |                   | 火曜22:30 - 23:00 | →                 |                   |
| 静岡放送   | 月曜22:00 - 22:30 | →                 | 水曜22:00 - 22:30 |                   |                   |                   |
| 四国放送   |                   |                   |                   | 金曜22:00 - 22:30 |                   |                   |
| 西日本放送 |                   |                   | 日曜16:00 - 16:30 | 日曜23:30 - 24:00 |                   | 日曜23:45 - 24:15 |
| 高知放送   |                   | 土曜21:00 - 21:30 | 日曜23:30 - 24:00 |                   |                   |                   |
| 長崎放送   | 日曜16:20 - 16:50 | →                 | →                 | →                 |                   |                   |
| 熊本放送   |                   |                   | 土曜22:00 - 22:30 | 土曜20:30 - 21:00 | 日曜22:00 - 22:30 | →                 |

（「→」は、放送曜日・時間帯変更なし、網掛け枠は放送なし）